# Seyssel (Ain)
Seyssel is een gemeente in het Franse departement Ain (regio Auvergne-Rhône-Alpes). De plaats maakt deel uit van het arrondissement Belley. De gemeente telde 997 inwoners op 1 januari 2022.

## Geografie
De oppervlakte van Seyssel bedroeg op 1 januari 2022 2,4 vierkante kilometer; de bevolkingsdichtheid was toen 415,4 inwoners per km². De gemeente ligt op de rechteroever van de Rhône; aan de overkant ligt de gelijknamige gemeente in Haute-Savoie. Beide vormen een tweelingdorp dat echter doormidden gesneden wordt door de departementsgrens (en de rivier).
De onderstaande kaart toont de ligging van Seyssel (Ain) met de belangrijkste infrastructuur en aangrenzende gemeenten.

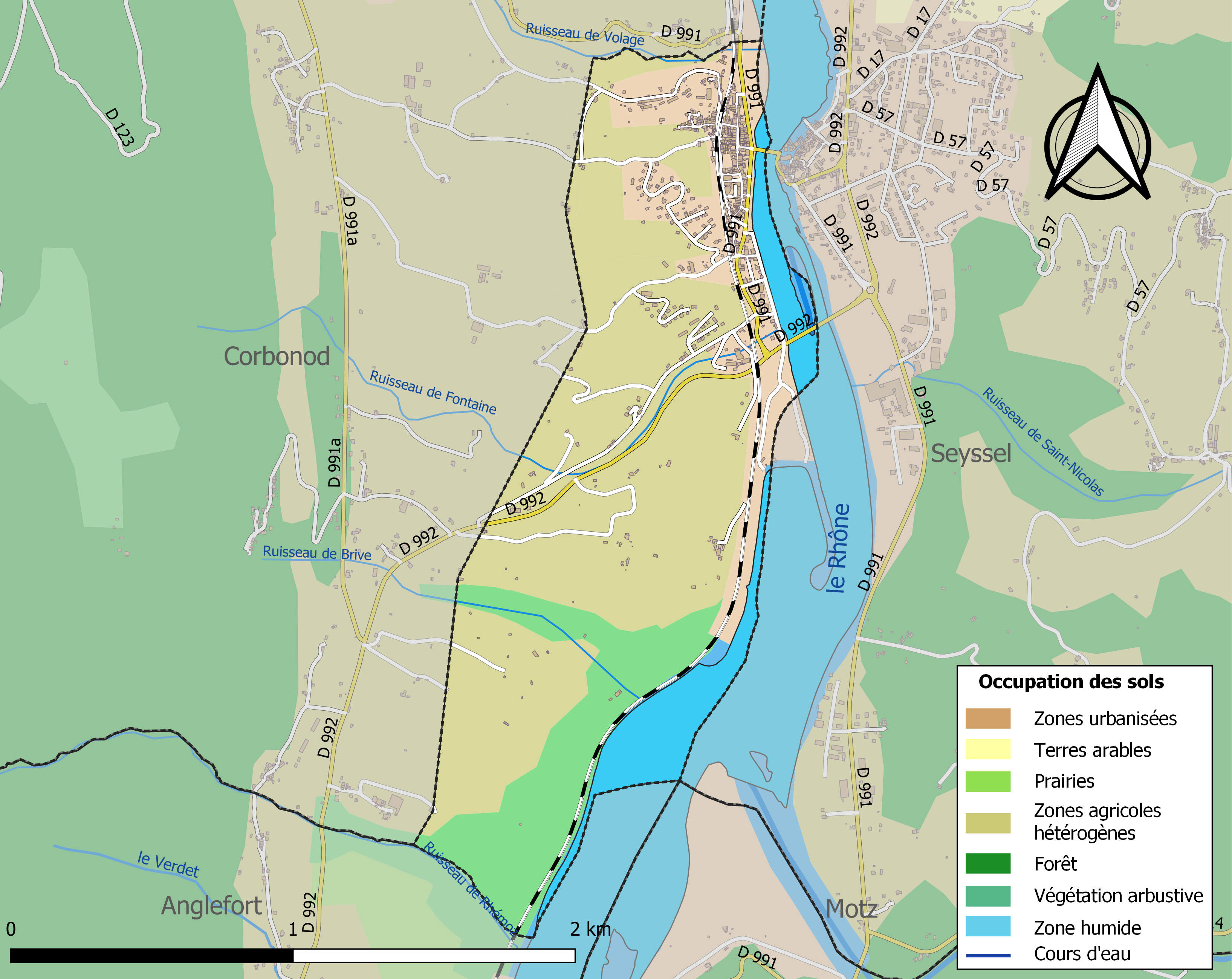

## Verkeer en vervoer
Het spoorwegstation Seyssel-Corbonod ligt op het grondgebied van de aangrenzende gemeente Corbonod.

## Demografie
Onderstaande figuur toont het verloop van het inwonertal (bron: INSEE-tellingen).

Vanwege een beveiligingsprobleem met de MediaWiki Graph-software is het momenteel niet mogelijk deze grafiek weer te geven. Zodra de software is bijgewerkt zal de grafiek vanzelf weer zichtbaar worden.

## Overleden
- Louise de Ballon (1891-1668), moeder-overste